# 25 septembre
Pour les articles homonymes, voir 25 septembre (homonymie).
25 août 25 octobre
Chronologies thématiques
- Croisades
- Ferroviaires
- Sports
- Disney
- Anarchisme
- Catholicisme

Abréviations / Voir aussi
- (° 1852) = né en 1852
- († 1885) = mort en 1885
- a.s. = calendrier julien
- n.s. = calendrier grégorien
- Calendrier
- Calendrier perpétuel
- Liste de calendriers
- Naissances du jour

Le 25 septembre est le 268e jour de l'année du calendrier grégorien, 269e lorsqu'elle est bissextile.
Il reste ensuite 97 jours avant la fin de l'année civile.
C'est généralement l'équivalent du 4 vendémiaire du calendrier républicain français, officiellement dénommé jour du colchique.

## Événements

### VIIesiècleav. J.-C.
- - 605 (équivalent du 25 septembre environ, dans un calendrier babylonien contemporain de l'événement) : Nabuchodonosor II est couronné roi de Babylone[1].

### Iersiècle
- 70 : destruction de Jérusalem (première guerre judéo-romaine).

### IIIesiècle
- 275 : Marcus Claudius Tacite devient empereur romain.

### XIesiècle
- 1066 : victoire d'Harold Godwinson sur Harald Hardrada, à la bataille de Stamford Bridge, pendant la guerre de succession d'Angleterre.

### XIIIesiècle
- 1237 : signature du traité d'York, entre Henri III, roi d'Angleterre, et Alexandre II, roi d'Écosse.

### XIVesiècle
- 1340 : trêve d'Esplechin, signée par Édouard III d'Angleterre et Philippe VI de France.
- 1347 : Gaston Fébus déclare la neutralité de la principauté de Béarn dans la guerre de Cent Ans, un acte qui fait office de déclaration d'indépendance du Béarn.
- 1396 : bataille de Nicopolis (conquête ottomane des Balkans), qui voit la coalition serbo-ottomane de Bajazet et Stefan Lazarević l'emporter sur les coalisés européens.

### XVesiècle
- 1429 : les troupes françaises remportent le court siège de Laval, reprenant la ville.
- 1464 : Gaston IV déplace à Pau la capitale de la principauté de Béarn.
- 1493 : départ d'Espagne de la 2e expédition de Christophe Colomb, dont il reviendra le 11 juin 1496.

### XVIesiècle
- 1513 : Vasco Núñez de Balboa découvre l'océan Pacifique.
- 1555 : paix d'Augsbourg, entre catholiques et protestants.
- 1572 : couronnement de Rodolphe de Habsbourg comme empereur du Saint-Empire romain germanique, sous le nom de Rodolphe II.
- 1589 : échec du duc de Mayenne à Arques, après dix jours de siège ; il ne peut reprendre Dieppe au nouveau roi de France Henri IV[2].
- 1597 : Henri IV reprend Amiens aux Espagnols.

### XVIIesiècle
- 1609 : « journée du guichet », à Port-Royal près de Paris.
- 1629 : signature du traité de paix d'Altmark, mettant fin au conflit entre la Pologne de Sigismond Vasa, et le royaume de Suède de Gustave II Adolphe.
- 1643 : les parlements écossais et anglais signent la Solemn League and Covenant (« Ligue et alliance solennelle »).
- 1688 : guerre de la Ligue d'Augsbourg, opposant la France, et ses alliés ottoman et jacobite, à une vaste coalition européenne.

### XVIIIesiècle
- 1759 : victoire de Henri de Prusse, à la bataille de Hoyerswerda, pendant la guerre de Sept Ans.
- 1775 : victoire britannique à la bataille de Longue-Pointe, pendant la Guerre d'indépendance des États-Unis.
- 1795 : bataille de Saint-Cyr-en-Talmondais, pendant la guerre de Vendée.

### XIXesiècle
- 1809 : bataille du col de Lueg pendant la rébellion du Tyrol.

### XXesiècle
- 1904 : bataille de Vau-de-Pembe, opposant Portugais et Angolais.
- 1914 : bataille d'Albert, opposant les Français aux Allemands (première guerre mondiale).
- 1915 :
  - début de la seconde bataille de Champagne, opposant les Français aux Allemands. Jour le plus meurtrier de l’histoire de France, avec 22 591 morts[3]  (première guerre mondiale).
  - bataille de Loos (du 25 au 28 septembre), victoire des Allemands sur les Britanniques (première guerre mondiale).
- 1926 :
  - William Lyon Mackenzie King devient Premier ministre du Canada.
  - Signature de la convention relative à l'esclavage.
- 1937 : victoire de Lin Biao, à la bataille de Pingxingguan, pendant la seconde guerre sino-japonaise.
- 1944 : fin de l'opération Market Garden (Seconde Guerre mondiale), menée par les Alliés et soldée par un échec.
- 1963 : coup d'État militaire en République dominicaine.
- 1964 : début de la guerre d'indépendance du Mozambique.
- 1969 : création de l'Organisation de la coopération islamique.
- 1983 : 
  - évasion de la prison de Maze par l'Armée républicaine irlandaise provisoire, pendant le conflit nord-irlandais.
  - première des apparitions mariales de San Nicolás en Argentine. Elles seront reconnues par l'Église catholique en 2016[4].
- 1987 : deuxième coup d'État de Sitiveni Rabuka, aux îles Fidji.

### XXIesiècle
- 2011 : en France, le Sénat bascule à gauche pour la première fois de la Cinquième République.
- 2014 : la barre de la ratification, par 50 pays, du traité sur le commerce des armes, est franchie.
- 2015 : adoption des objectifs de développement durable, par l'Assemblée générale des Nations unies[5].
- 2017 : un référendum sur l'indépendance du Kurdistan irakien est organisé.
- 2020 : au Mali, Bah N'Daw est désigné président de transition, par la junte militaire au pouvoir depuis le coup d'État du 18 août 2020[6].
- 2021 : en Islande, le Parti de l'indépendance arrive en tête des élections législatives qui voient le gouvernement sortant de Katrín Jakobsdóttir renforcer sa majorité[7].
- 2022 :
  - Cuba, par référendum, se dote d'un nouveau code de la famille, légalisant notamment le mariage homosexuel et l'adoption homoparentale[8].
  - en Italie, les élections législatives et sénatoriales anticipées sont remportées par la coalition de centre droit[9].
  - à Sao Tomé-et-Principe, l'ADI, principal parti d'opposition arrive en tête lors des élections législatives[10].
- 2024 : 
  - L'ouragan Helen touche le Sud-Est des États-Unis faisant jusqu'au 27 septembre un minimum de 115 tués[11].
  - 3e jours des bombardements israéliens au Liban qui font 72 morts et 400 blessés de plus[12].

## Arts, culture et religion
- 1728 : Jean Siméon Chardin est admis à l’Académie royale française de peinture et de sculpture en tant que peintre de natures mortes.
- 1980 : le réseau de radios locales de "Radio France" est créé (les futures "France Bleu" au nombre de 45 fin 2020)[13].

## Sciences et techniques
- 1921 : mise en service de l'A.V.U.S., première autoroute au monde.
- 1938 : inauguration du canal Rhin-Main-Danube.
- 1992 : la N.A.S.A. lance Mars Observer.
- 1997 : le Thrust SSC, un véhicule terrestre, franchit le mur du son.

## Économie et société
- 1972 : parution du premier numéro du journal Le Point.
- 2015 : Twitch organise la première édition de la TwitchCon.

## Naissances

### XVesiècle
- 1417 : Nicolas de Flue, ermite suisse († 21 mars 1487).

### XVIesiècle
- 1599 : Francesco Borromini, architecte suisse († 3 août 1667).

### XVIIesiècle
- 1613 : Claude Perrault, médecin et architecte français († 9 octobre 1688).
- 1644 : Ole Christensen Rømer, astronome danois († 19 septembre 1710).
- 1683 : Jean-Philippe Rameau, compositeur français († 12 septembre 1764).
- 1696 : Madame du Deffand, femme de lettres française († 23 août 1780).

### XVIIIesiècle
- 1711 : Qianlong / 乾隆帝 (Àixīnjuéluó Hónglì / 愛新覺羅弘曆 dit), quatrième empereur chinois de la dynastie Qing, régnant de 1735 à 1796 († 7 février 1799).
- 1734 : Louis-René de Rohan, prélat français († 17 février 1803).
- 1766 : Armand-Emmanuel du Plessis de Richelieu, militaire, diplomate et homme politique français, président du Conseil des ministres français de 1815 à 1818 et de 1820 à 1821 († 17 mai 1822).
- 1771 : Jean-Andoche Junot, général français († 29 juillet 1813).
- 1773 : Agostino Bassi, biologiste italien († 8 février 1856).
- 1794 : Jeanne Villepreux-Power, naturaliste française († 25 janvier 1871).
- 1798 : Léonce Élie de Beaumont, géologue français († 21 septembre 1874).

### XIXesiècle
- 1839 : Karl Alfred von Zittel, paléontologue allemand († 5 janvier 1904).
- 1846 : Henry Deutsch de la Meurthe, industriel et mécène français († 24 novembre 1919).
- 1855 : Aeba Kōson (饗庭 篁村), écrivain japonais († 20 juin 1922).
- 1860 : John Hope, personnalité politique britannique et premier gouverneur général d'Australie († 9 janvier 1908).
- 1862 : Léon Boëllmann, compositeur et organiste français († 11 octobre 1897).
- 1866 : Thomas Hunt Morgan, embryologiste et généticien américain († 4 décembre 1945).
- 1877 : Plutarco Elías Calles, homme politique mexicain, président du Mexique de 1924 à 1928 († 19 octobre 1945).
- 1879 : Hermann Barrelet, rameur français d'origine suisse, champion olympique en skiff († 24 septembre 1964).
- 1896 : Sandro Pertini (Alessandro Pertini dit), journaliste, avocat et homme politique italien, président de la République italienne de 1978 à 1985 († 24 février 1990).
- 1897 : William Faulkner, écrivain américain († 6 juillet 1962).

### XXesiècle
- 1901 : 
  - Robert Bresson, cinéaste français († 18 décembre 1999).
  - Clarence Houser, athlète américain, triple champion olympique dans les épreuves de lancer († 1er octobre 1994).
- 1903 : Mark Rothko (Marcus Rothkowitz dit), peintre américain († 25 février 1970).
- 1906 : Dmitri Chostakovitch (Дмитрий Дмитриевич Шостакович), compositeur russe († 9 août 1975).
- 1908 : Roger Beaufrand, cycliste sur route et sur piste français († 14 mars 2007).
- 1909 : 
  - Raya Garbousova, violoncelliste et professeur de musique américaine († 28 janvier 1997).
  - Gábor Sztehlo, pasteur hongrois, Juste parmi les nations († 28 mai 1974).
- 1911 : Charles Paris, encreur et lettreur américain de comics († 19 mars 1994).
- 1915 : Betty E. Box, productrice de cinéma britannique († 15 janvier 1999).
- 1917 : Philip Francis « Phil » Rizzuto, joueur de baseball américain († 13 août 2007).
- 1920 : Satish Dhawan, ingénieur en aéronautique indien († 3 janvier 2002).
- 1921 : Jacques Martin, auteur de bandes dessinées français († 21 janvier 2010).
- 1922 : 
  - Roger Etchegaray, prélat franco-basque († 4 septembre 2019).
  - Hammer DeRoburt, homme politique nauruan, premier président de l'île (†15 juillet 1992)
- 1925 : Silvana Pampanini, actrice italienne († 6 janvier 2016).
- 1926 :
  - Sergueï Filatov (Сергей Иванович Филатов), cavalier de dressage soviétique puis russe († 3 avril 1997).
  - Aldo Ray, acteur américain († 27 mars 1991).
- 1927 : Colin Davis, chef d’orchestre britannique († 14 avril 2013).
- 1928 : Jacques Chazot, danseur français († 12 juillet 1993).
- 1929 :
  - Jacques Lepatey, joueur de rugby français.
  - Barbara Walters, journaliste et animatrice de télévision américaine († 30 décembre 2022).
- 1930 :
  - Nino Cerruti, entrepreneur et styliste italiano-français († 15 janvier 2022).
  - Chit Phumisak (จิตร ภูมิศักด), homme de lettres thaïlandais († 5 mai 1966).
  - Witold Zagórski, joueur puis entraîneur polonais de basket-ball († 30 juin 2016).
- 1932 :
  - Glenn Gould, musicien canadien († 4 octobre 1982).
  - Adolfo Suárez, homme politique espagnol, premier ministre de 1976 à 1981 († 23 mars 2014).
- 1934 :
  - Michel Carrega, tireur sportif français.
  - Jean Sorel, acteur français.
  - Irène Tunc, actrice française († 16 janvier 1972).
- 1935 :
  - Roland Alexander, musicien et humoriste américain († 14 juin 2006).
  - Adrien Douady, mathématicien français († 2 novembre 2006).
  - Maj Sjöwall, autrice suédoise († 29 avril 2020).
- 1936 :
  - Roosevelt « Booba » Barnes, chanteur, guitariste et harmoniciste américain de blues († 2 avril 1996).
  - Juliet Prowse, danseuse et actrice sud-africaine († 14 septembre 1996).
  - Moussa Traoré, homme politique malien, président de la république du Mali de 1968 à 1991  († 15 septembre 2020).
- 1937 : Horacee Arnold, musicien américain.
- 1938 : Metchislav Grib (Мечыслаў Іванавіч Грыб ou Mietchyslaw Ivanavitch Hryb en bélarusse), deuxième chef d'État de la république de Biélorussie indépendante.
- 1939 : Leon Brittan, homme politique britannique († 21 janvier 2015).
- 1941 :
  - Camille Choquier, footballeur puis entraîneur français.
  - Takao Sakurai (桜井 孝雄), boxeur japonais († 10 janvier 2012).
- 1942 : Henri Pescarolo, pilote de F1, d'endurance et patron d'écurie automobile de course français.
- 1943 :
  - Lee Aaker, acteur américain.
  - Robert Gates, homme politique américain, directeur de la CIA de 1991 à 1993 puis secrétaire à la Défense des États-Unis de 2006 à 2011.
  - Gilles Schneider (Gilles Pigeon dit), journaliste français.
  - Annette Van Zyl, joueuse de tennis sud-africaine.
- 1944 :
  - Michael Douglas, acteur et producteur américain.
  - Gilles Renaud, acteur canadien.
  - Jean-Pierre Ricard, prélat français.
- 1945 :
  - Pepe de Lucía, chanteur de flamenco espagnol.
  - Luciano Giovannetti, tireur sportif italien, double champion olympique.
  - Carol Vadnais, hockeyeur canadien († 31 août 2014).
- 1947 : Liz Redfern, femme politique britannique.
- 1948 : Charles de Gaulle, avocat et homme politique français.
- 1949 :
  - Pedro Almodóvar, réalisateur de cinéma espagnol.
  - Mary Claire « Mimi » Kennedy, actrice américaine.
  - Anson Williams, acteur américain.
- 1950 : 
  - Bernard Le Coq, acteur français.
- 1951 :
  - Mark Hamill, acteur américain.
  - Robert « Bob » MacAdoo, basketteur américain.
- 1952 : Christopher Reeve (Christopher D'Olier Reeve dit), acteur américain († 10 octobre 2004).
- 1954 : Daniel Desbiens, écrivain canadien.
- 1955 :
  - Philippe Pemezec, homme politique français.
  - Karl-Heinz Rummenigge, footballeur allemand.
  - Zucchero (Adelmo Fornaciari dit), chanteur italien.
- 1956 : Jamie Hyneman, expert américain des effets spéciaux.
- 1957 : Michael Madsen, acteur américain.
- 1958 : Bernard Wesphael, homme politique belge.
- 1960 :
  - Igor Belanov (Ігор Бєланов), footballeur soviétique puis ukrainien.
  - Sonia Benezra, actrice et animatrice canadienne.
  - Amir Hossein Jahanshahi, homme politique iranien.
- 1961 : Heather Locklear, actrice américaine.
- 1962 : 
  - Frigide Barjot (Virginie Tellenne dite), humoriste puis polémiste française.
  - Joël Gaspoz, skieur alpin suisse.
  - Juliette, chanteuse, parolière et compositrice française.
  - Kalthoum Sarraï, animatrice franco-tunisienne († 20 janvier 2010).
  - Alès Bialiatski, militant biélorusse, prix Nobel de la Paix en 2022.
- 1964 :
  - Anita Barone, actrice américaine.
  - Joseph « Joey » Saputo, homme d’affaires canadien.
  - Carlos Ruiz Zafón, écrivain espagnol.
  - Chris Jacobs, nageur américain, champion olympique.
- 1965 :
  - Rafael Martín Vázquez, footballeur espagnol.
  - Scottie Pippen, basketteur américain.
  - Anne Roumanoff, humoriste française.
  - Giorgos Xylouris (en) (Γιώργoς Ξυλούρης), musicien grec crétois.
  - Pia Hansen, tireuse sportive suédoise, championne olympique.
- 1966 : Jason Flemyng, acteur britannique.
- 1968 : Will Smith (Willard Christopher Smith Jr. dit), acteur et chanteur américain.
- 1969 : Catherine Zeta-Jones, actrice britannique galloise.
- 1970 : Jean-François Piège, chef de cuisine français.
- 1971 :
  - Marjon Hoffman, écrivaine néerlandaise.
  - Anne Le Nen, actrice française et épouse de Muriel Robin.
  - Maxime-Olivier Moutier, écrivain et psychanalyste canadien.
- 1973 : 
  - Claire Borotra, actrice, scénariste, adaptatrice, dialoguiste de séries et productrice française.
  - Olivier Gérard, dit Oli de Sat, claviériste, guitariste rythmique et l'un des compositeurs du groupe pop/rock français Indochine.
- 1974 :
  - Olivier Dacourt, footballeur français.
- 1976 : Chauncey Billups, basketteur américain.
- 1977 : Joel Moore, acteur américain.
- 1978 : Matthew Shirvington, athlète de sprint australien.
- 1979 :
  - Kyle Bennett, cycliste de BMX américain (†14 octobre 2012).
  - Jean-René Lisnard, joueur de tennis français puis monégasque.
  - Michele Scarponi, cycliste sur route italien († 22 avril 2017).
- 1980 :
  - Antonio Bueno, basketteur espagnol.
  - Trevor Harvey, basketteur bahamien.
  - T.I. (Clifford Joseph Harris Jr. dit), chanteur américain.
- 1981 : 
  - Van Hansis (Evan Vanfossen Hansis dit), acteur américain.
  - Aamer Sarfraz, homme d'affaires et homme politique anglo-pakistanais.
- 1982 : Nick George, basketteur anglais.
- 1983 :
  - Donald Glover, acteur, humoriste et musicien américain.
  - Glenn Murray, footballeur anglais.
- 1984 :
  - Zlatko Horvat, handballeur croate.
  - Ivory Latta, basketteuse américaine.
  - Rashad McCants, basketteur américain.
  - Marshevet Myers, athlète de sprint américaine.
- 1986 : Steve Forrest, musicien américain, batteur du groupe Placebo.
- 1988 :
  - Nemanja Gordić (Немања Гордић), basketteur bosnien.
  - Joris Sainati, footballeur français.
- 1989 :
  - Ugo Bernalicis, homme politique français.
  - Cuco Martina, footballeur néerlando-curacien.
- 1991 : Emmy Clarke, actrice américaine.
- 1992 : Anthony Sonigo, acteur français.
- 1993 : Yann Siegwarth, basketteur français.
- 1996 : Damian Penaud, joueur de rugby à XV français.

## Décès

### XIesiècle
- 1086 : Guillaume VIII, duc d'Aquitaine et comte de Poitiers (° vers 1024).

### XVesiècle
- 1465 : Isabelle de Bourbon, épouse du duc de Bourgogne Charles le Téméraire (° 1437).

### XVIesiècle
- 1544 : Valerius Cordus, botaniste et chimiste allemand (° 18 février 1515).

### XVIIesiècle
- 1617 : Francisco Suárez, philosophe et théologien espagnol (° 5 janvier 1548).
- 1626 : Théophile de Viau, poète français (° 1590).
- 1630 : Ambrogio Spinola, militaire génois (° 1569).

### XVIIIesiècle
- 1777 : Jean-Henri Lambert, mathématicien franco-allemand (° 26 août 1728).

### XIXesiècle
- 1849 : Johann Strauss, compositeur autrichien (° 14 mars 1804).
- 1886 : 
  - Ernest de Blosseville, homme politique français (° 19 juillet 1799).
  - Charles D. Robinson, homme politique américain (° 22 octobre 1822).
- 1898 : Gabriel de Mortillet, archéologue et anthropologue français (° 29 août 1821).
- 1900 : Félix-Gabriel Marchand homme politique canadien, Premier ministre du Québec de 1897 à 1900 (° 9 janvier 1832).

### XXesiècle
- 1933 : Paul Ehrenfest, mathématicien autrichien (° 18 janvier 1880).
- 1938 : Lev Zadov, activiste politique ukrainien (° 11 avril 1893).
- 1948 : Josef Hofbauer, écrivain et journaliste allemand (° 20 janvier 1886).
- 1954 : Vitaliano Brancati, écrivain italien (° 24 juillet 1907).
- 1967 : Médard Bourgault, sculpteur canadien (° 8 juin 1897).
- 1968 : William Irish, écrivain américain (° 4 décembre 1903).
- 1970 : Erich Maria Remarque, écrivain allemand (° 22 juin 1898).
- 1971 : Hugo Black, homme politique et juriste américain (° 27 février 1886).
- 1977 : Lucie Faure, femme de lettres française (° 6 juillet 1908).
- 1980 : 
  - John Bonham, batteur britannique (° 31 mai 1948).
  - Lewis Milestone, réalisateur, producteur et scénariste américaine d’origine ukrainienne (° 30 septembre 1895).
- 1982 : Léon Malaprade, chimiste français (° 27 août 1903).
- 1983 : Léopold III, roi des Belges de 1934 à 1951 (° 3 novembre 1901).
- 1984 : Walter Pidgeon, acteur canadien (° 23 septembre 1897).
- 1986 : Nikolaï Semionov (Николай Николаевич Семёнов), savant soviétique, prix Nobel de chimie en 1956 (° 15 avril 1896).
- 1987 : Mary Astor, actrice américaine (° 3 mai 1906).
- 1990 : 
  - Marcial Lalanda, matador espagnol (° 20 septembre 1903).
  - Stellio Lorenzi, réalisateur français de télévision (° 7 mai 1921).
- 1991 :
  - Klaus Barbie, officier allemand de la Gestapo (° 25 octobre 1913).
  - Viviane Romance (Pauline Ronacher Ortmans dite), actrice française (° 4 juillet 1912).
- 1993 : Rolland D'Amour, acteur et compositeur canadien (° 26 juillet 1913).
- 1997 :
  - Hélène Baillargeon, folkloriste et chanteuse canadienne (° 28 août 1916).
  - Edmondo Chiodini, dessinateur, peintre et sculpteur canadien (° 14 août 1906).
- 1999 : Marion Zimmer Bradley, romancière américaine (° 3 juin 1930).

### XXIesiècle
- 2002 : Joffre Dumazedier, sociologue français (° 30 décembre 1915).
- 2003 :
  - Franco Modigliani, économiste italo-américain, prix Nobel d'économie en 1985 (° 18 juin 1918).
  - George Plimpton, écrivain et acteur américain (° 18 mars 1927).
  - Edward Saïd (إدوارد وديع سعيد), écrivain et universitaire palestinien (° 1er novembre 1935).
  - Josef Wagner, cycliste sur route suisse (° 23 avril 1916).
- 2005 :
  - Don Adams, acteur, scénariste, réalisateur et producteur de cinéma américain (° 13 avril 1923).
  - George Archer, golfeur américain (° 1er octobre 1939).
- 2006 : Tetsurō Tanba (丹波 哲郎), acteur japonais (° 17 juillet 1922).
- 2007 : Haider Abdel Shafi, médecin et homme politique palestinien (° 10 juin 1919).
- 2008 : 
  - Patrick d'Udekem d'Acoz, aristocrate belge (° 28 avril 1936).
  - Michel Modo (Michel Henri Louis Goi dit), humoriste français du duo Grosso & Modo et acteur (° 30 mars 1937).
  - Horațiu Rădulescu, compositeur roumain (° 7 janvier 1942).
- 2009 :
  - Pierre Falardeau, cinéaste, écrivain et homme politique canadien (° 28 décembre 1946).
  - Alicia de Larrocha, pianiste classique espagnole (° 23 mai 1923).
- 2011 : Wangari Muta Maathai, militante politique et écologiste kényane, biologiste et professeur d'anatomie en médecine vétérinaire, prix Nobel de la paix en 2004 (° 1er avril 1940).
- 2012 : Andy Williams, chanteur de variétés américain (° 3 décembre 1927).
- 2013 :
  - Patrick Castro, raseteur français (° 18 mars 1948).
  - Choi In-ho, écrivain sud-coréen (° 17 octobre 1945).
  - Raoul Kohler, homme politique suisse (° 8 décembre 1921).
  - José Montoya, peintre et poète américain (° 28 mai 1932).
- 2014 :
  - Toby Balding, entraîneur de chevaux britannique (° 23 septembre 1936).
  - Farid Belkahia, peintre marocain (° 15 novembre 1934).
  - István Hernek, céiste hongrois (° 23 avril 1935).
  - Jaak Joala, chanteur estonien (° 26 juin 1950).
  - Khaled Saleh, acteur égyptien (° 23 janvier 1964).
  - Sulejman Tihić, homme politique bosnien (° 26 novembre 1951).
  - Dorothy Tyler, athlète de saut britannique (° 14 mars 1920).
- 2015 :
  - Carlos Aníbal Altamirano Argüello, prélat catholique équatorien (° 13 mars 1942).
  - Claudio Baggini, évêque catholique italien (° 1er août 1936).
  - Bill Bridges, basketteur américain (° 4 avril 1939).
  - Tommie Green, basketteur américain (° 8 avril 1956).
  - Christopher Jackson, organiste, claveciniste et chef de cœur canadien (° 27 juillet 1948).
  - Manuel Oltra, compositeur espagnol (° 8 février 1922).
  - Carol Rama, peintre italienne (° 17 avril 1918).
- 2016 :
  - Jean Boissonnat, économiste, journaliste et homme de presse français (° 16 janvier 1929).
  - José Fernández, joueur de baseball américain (° 31 juillet 1992).
  - Nahed Hattar, écrivain jordanien (° 1960).
  - Kashif (Michael Jones dit), multi-instrumentiste américain (° 26 décembre 1956).
  - Hagen Liebing, musicien allemand (° 18 février 1961).
  - René Marsiglia, footballeur puis entraîneur français (° 19 septembre 1959).
  - Arnold Palmer, golfeur américain (° 10 septembre 1929).
  - Fernando Puig Rosado, illustrateur espagnol (° 1er avril 1931).
  - Joseph Haïm Sitruk, grand-rabbin de France de 1987 à 2008 (° 16 octobre 1944).
  - Rod Temperton, auteur-compositeur britannique (° 9 octobre 1949).
- 2019 : Donald Nicholls, pair et avocat britannique (° 25 janvier 1933).
- 2021 : 
  - Théoneste Bagosora, militaire et homme politique rwandais (° 16 août 1941).
  - Christian Chenu, footballeur.
  - Hassan Hasanzadeh Amoli, homme politique, écrivain, astronome, ouléma, philosophe, mathématicien et mystique iranien (° 30 juin 1928).
  - Patricio Manns, chanteur, musicien, romancier et poète chilien (° 3 août 1937).
  - Bertrand Mbatchi, universitaire et sécrétaire du CAMES (° ?).
  - Pierre Montastruc, homme politique français (° 17 janvier 1932).
  - Mohammad Mehdi Yaghoubi, lutteur iranien (° 23 juin 1930).
- 2022 : 
  - Aïcha Chenna, travailleuse sociale, secrétaire, infirmière, militante et écrivaine marocaine (° 14 août 1941).
  - Rafael Chimishkyan, haltérophile russe puis géorgien (° 23 mars 1929).
  - René Domergue, essayiste et sociologue français (° 8 mars 1949).
- Jacques Drèze, James Florio, Kim Seong-dong, Nikolaï Kirtok, Andrés Prieto, Radovan Radaković, Gianfranco Spadaccia, Jean-René Toumelin.
- 2023 : 
  - Eugenio Calabi, mathématicien italo-américain (° 11 mai 1923).
  - Fedor Herbut, physicien yougoslave puis serbe (° 2 mai 1932).
  - Zoleka Mandela, écrivaine et une militante sud-africaine (° 9 avril 1980).
  - David McCallum, acteur américano-britannique (° 19 septembre 1933).
  - Matteo Messina Denaro, chef mafieux italien (° 26 avril 1962).
  - Nevenka Tadić, psychiatre yougoslave puis serbe (° 1926).
  - Anneke Uittenbosch, claveciniste néerlandaise (° 11 mars 1930).
- 2024 :
  - Didier Kaminka, réalisateur, acteur, dialoguiste et scénariste français (° 22 avril 1943).
  - Roman Madianov, acteur soviétique puis russe (° 22 juillet 1962).

## Célébrations
- Journée internationale de sensibilisation à l'ataxie[14]
- Journée mondiale des pharmaciens[15]
- France : journée nationale d'hommage aux harkis et aux autres membres des formations supplétives des armées françaises[16].
- Mozambique : jour des forces armées[17].

### Saints des Églises chrétiennes

#### Catholiques et orthodoxes
Saints du jour, :
- Aurélie et Néomésie (? †), sœurs nées en Asie mineure, vierges légendaires qui auraient échappé à l'attaque des Sarrazins à Capoue.
- Aunaire d'Auxerre († 605) - ou « Anachaire » ou « Aunachaire » -, évêque d'Auxerre en Bourgogne.
- Ceolfrith († 716) ou Ceolfrid, abbé de Wearmouth-Jarrow en Angleterre.
- Cléophas (Ier siècle), un des deux disciples du Christ, au bourg d'Emmaüs, et l'un de ses soixante-douze disciples.
- Défendant († vers 290), et ses compagnons de la Légion thébéenne, martyrs à Marseille en Provence.
- Ermenfroy († 670) - ou « Ermenfroi » -, chancelier du roi Clotaire II, higoumène (abbé) de Cusance en Franche-Comté.
- Finbarr († 610), Évêque de Cork en Irlande et abbé.
- Firmin d'Amiens (IIIe siècle ou IVe siècle) - ou « Firmin de Pampelune », « Fermin » ou « Firminius » -, évêque d'Amiens.
- Paphnuce le Grand († 303), Anachorète en Egypte.
- Paul, Tatte et leurs enfants (IVe siècle), martyrs à Damas.
- Principius (Ve siècle), évêque.
- Solenne († v. 533), Évêque de Chartres.

#### Saints et bienheureux catholiques
Saints et béatifiés du jour :
- Antolín Pablos Villanueva († 1936), moine bénédictin espagnol, bienheureux, martyr lors de la guerre civile espagnole.
- Austinde († 1068), Archevêque d'Auch.
- Hermann Contract († 1054), moine savant du monastère de Reichenau, bienheureux.
- José Antón Gómez († 1936), moine bénédictin espagnol, bienheureux, martyr lors de la guerre civile espagnole.
- Juan Elias Medina et de 126 compagnons († 1936), prêtres, séminarites, religieux et laïcs espagnols, bienheureux, martyrs lors de la guerre civile espagnole.
- Luis Vidaurrázaga († 1936), moine bénédictin espagnol, bienheureux, martyr lors de la guerre civile espagnole.
- Marcos Criado († 1569), religieux andaloue, bienheureux martyr en Andalousie[20].
- Nicolas de Flue († 1487), ermite suisse, patron de la Confédération suisse.
- Rafael Alcocer († 1936), moine bénédictin espagnol, bienheureux, martyr lors de la guerre civile espagnole.

#### Saints orthodoxes
Saint du jour, aux dates parfois "juliennes" ou orientales :
- Euphrosyne de Souzdal († 1205), moniale.
- Serge de Radonège († 1392), higoumène (abbé) fondateur du monastère de la Trinité-Saint-Serge.

### Prénoms
Hermann et ses variantes : Armen, Armin, Ermann, Ermanno, Herman, Hermand, Hermant et Heymann ; des formes féminines : Hermande, Herminie (voir Firmin(e) dont Herman(n) est une forme germanique et traditions et fêtes ci-après ; et les 11 octobre et 24 novembre).
Et aussi  :
- Aurélie (fête locale) et des variantes : Aure, Aurèle, Aurelia, Aurélia, Aureliana, Auréliane, Aurélianne, Aurelio, Aurély, Aurélya, Zarrina (en tadjik), etc. (voir 15 octobre, les Aurèle les 20 juillet ou les Aubérie et variantes les 21 juillet).
- Cléophas et une forme féminine Cléophée.
- Firmin et une forme féminine Firmine (voir traditions et fêtes de début juillet ci-après ; et d'autre(s) Firmin(e) les 11 octobre et 24 novembre).
- Prince.
- Solène et ses variantes dont des bretonnes : Solen(n), Solenna, Solenne, Soline (voir 23 septembre).

## Traditions et superstitions
- Fêtes de rues de la San Fermin avancées aux 6 au 8 juillet à Pampelune (Navarre voire Pays basque, Espagne), ou Amiens (Picardie, Hauts-de-France, toujours en Europe).

### Dictons du jour
- « À la saint-Firmin, bois pas trop de vin. »
- « À la saint-Firmin, les beaux jours rebroussent chemin. »
- « À la saint-Firmin, les blés battent au vent. »
- « À la saint-Firmin, l'hiver est en chemin. »

- « À la Saint-Firmin, on attrape les mouches à la main. »[21]

### Astrologie
- Signe du zodiaque : troisième jour du signe astrologique de la Balance.

## Toponymie
- Plusieurs voies, places, sites ou édifices, de pays ou provinces francophones contiennent la date du jour dans leur nom sous diverses graphies possibles : voir Vingt-Cinq-Septembre.